# Sebastian Lundbäck
Kim Olof Axel Sebastian Lundbäck, född 24 juli 1996, är en svensk fotbollsspelare som spelar för IFK Östersund. Hans äldre bror, Jonathan Lundbäck, är också en fotbollsspelare.

## Karriär
Lundbäcks moderklubb är Brunflo FK. Han spelade som junior även för Östersunds FK. Säsongerna 2013 och 2014 spelade Lundbäck seniorfotboll för IFK Östersund. 
I november 2014 värvades han av Östersunds FK. Han debuterade i premiäromgången av Superettan 2015 i en 1–0-vinst över IF Brommapojkarna. I augusti 2016 lånades Lundbäck ut till Team TG för resten av säsongen. Säsongen 2017 spelade han en match med Östersunds FK innan han återigen blev utlånad till Team TG hösten 2017.
I februari 2018 värvades Lundbäck av Team TG, där han skrev på ett ettårskontrakt. I februari 2019 återvände Lundbäck till IFK Östersund.